# Роднёнок, Павел Петрович
Павел Петрович Роднёнок (бел. Павел Пятровіч Раднёнак; род. 30 июля 1964, Минск) — советский и белорусский футболист; тренер.

## Клубная карьера
Профессиональную карьеру начал в 1981 году в минском «Динамо», где и провёл большую часть своей карьеры, сыграв в 140 матчах. Сезон 1992/93 провёл в украинском «Вересе». В следующем сезоне представлял цвета российского «Динамо-Газовика» из Тюмени. В 1994 году вернулся в Беларусь и играл за «Атаку-Аура». Карьеру игрока завершил в сезоне 1998/99 в минском «Динамо».

## Карьера тренера
Сразу после завершения карьеры игрока Роднёнок стал помощником главного тренера минского «Динамо». В 2000 году был главным тренером столичного клуба. Сезон 2000/01 был главным тренером клуба СКАФ. С августа 2001 по май 2002 года был главным тренером «Славии-Мозырь». После перерыва, в 2006 году, стал главным тренером юношеской сборной Беларуси.
В августе 2009 года по контракту на два года переехал в Казахстан, где одновременно был главным тренером молодёжной и юношеской сборной Казахстана. Здесь поступил на тренерские курсы и ноябре 2011 года получил тренерскую лицензию «PRO».
Но ещё в январе 2011 года вернулся в Беларусь и возглавил клуб Первой лиги «Руденск». В сезоне 2011/12 руководил дублем гродненского «Немана». В 2014—2016 годах работал с молодёжкой БАТЭ. С февраля 2016 года по февраль 2017-го тренировал юношеский состав «Энергетика-БГУ».
В 2017 году снова уехал в Казахстан, где работал техническим директором Казахстанской Федерации футбола
. В 2018 году вернулся в «Энергетик-БГУ», где с начала 2019 года возглавил дублирующий состав.
В мае 2019 года возглавил «Сморгонь», выступающую в Первой лиге белорусского чемпионата. В конце ноября, по окончании сезона покинул «медведей». 1 февраля 2022 года назначен на должность главного тренера «Энергетик-БГУ». В декабре 2022 года продлил контракт с «Энергетиком-БГУ». В сезоне-2022 клуб завоевал серебряные медали высшей лиги, но позже был лишен награды из-за истории с договорными матчами. В мае 2023 года Родненок покинул пост главного тренера, однако остался в тренерском штабе в роли ассистента.
В январе 2024 года стал главным тренером клуба «Островец», но уже в конце месяца покинул должность. В июле 2025 года принял «Границу», играющую в пятом польском дивизионе.

## Карьера за сборную
Дебют за сборную Беларуси состоялся 12 октября 1994 года против сборной Люксембурга (2:0). Последним был товарищеский матч против сборную Польши 1 мая 1996 года (1:1). Всего за сборную Роднёнок провёл 12 матчей.

## Матчи в еврокубках

### Динамо (Минск)
- Кубок УЕФА 1986/1987: 1 матч и 1 гол
- Кубок обладателей кубков УЕФА 1987/1988: 4 матча
- Кубок УЕФА 1988/1989: 4 матча

## Достижения
- Финалист Кубка СССР: 1986/87